# Großröhrsdorf
Großröhrsdorf település Németországban, azon belül Szászország tartományban. Lakosainak száma 9672 fő (2023. december 31.). Großröhrsdorf Ohorn, Rammenau és Arnsdorf községekkel határos.

## Népesség
A település népességének változása:
| Lakosok száma | 9509 | 9510 | 9661 | 9679 | 9672 |
|               | 2017 | 2019 | 2021 | 2022 | 2023 |